# アヴェイラブル・ノート・スケール
アヴェイラブル・ノート・スケール（Available Note Scale）とは、バークリーメソッドと俗に言われる音楽理論で用いられる概念である。リディアン・クロマティック・コンセプトでは、ペアレントスケールという名称でこれらと差別化し、各コードに垂直的な統一感を与えるものとして提示している。
バークリーメソッドでは、和声（コード）をコードシンボルという抽象化された形式で表すが、このコード上でメロディーに使うことが可能な音を音階として表したものが、アヴェイラブル・ノート・スケールである。主としてジャズを中心としたポピュラー音楽の分野で用いられる。

## 内容
アヴェイラブル・ノート・スケールはバークリーメソッドが想定している、長調（major）・短調（minor）上で用いられる。長調・短調ともに7つの音で構成される音階が元となっているが、それぞれの音を根音として7つのダイアトニック・コードが成立する。それらのコード上で使用可能な音をスケールとして定義したものがアヴェイラブル・ノート・スケールである。
アヴェイラブル・ノート・スケールには、教会旋法から名称を流用したものと、主にドミナントで用いられる倍音列音階に由来するもの、そしてそれ以外の人工的なスケールの3つに分類される。ブルーノートスケールも似た概念であるが、機能和声を逸脱して使用できることから、狭義にはアヴェイラブル・ノート・スケールには含まれない。また、いわゆるモード奏法でも同一の音階が使われることがあるが、アヴェイラブル・ノート・スケールは機能和声を根拠とし、バーティカル（垂直的）な捉え方をしているが、いわゆるマイルス・デイヴィスが提示したモードという音楽形態に於いては、ホリゾンタル（水平的）な、本来音楽が形成されるにあたって優先的に捉えられていた概念を基に想像されている。メジャー（長調）、マイナー（短調）という心理的に収まりの良い、近い響きから、より個人の心理状態を的確に伝えるために必要とされる遠い響きまでを包括している。バーティカルか？ホリゾンタルか？は、分析解説する手段の一要因であり、逆転の発想で想像をするアイディアを与えるものである。ちなみに、マイルス・デイヴィスがモードという音楽形態を提示する後ろ盾をしていたのが、リディアン・クロマティック・コンセプトの提唱者である、ジョージ・ラッセルである。
アヴェイラブル・ノート・スケールを構成する音は、用法により3種類に分類される。
1. コードトーン（またはコードノート）……スケールの元となるコードの構成音。和声機能を提示するために、必ず1音は用いることが望ましいとされる。
2. アヴォイドノート……コードと不協和な音。使用を避けるか、短い音価で用いることが望ましいとされる。
3. テンションノート（英語圏ではエクステンションと呼ばれる）……コードのテンションで用いられている音。高次のテンションほどサウンドに緊張感をもたらすとされる。

## 種類

### ダイアトニックコードに由来するもの

#### 長音階（メジャーキー）
以下、Cメジャーキーで成立するダイアトニックコードと、それに対応するアヴェイラブル・ノート・スケールを列記する。

##### 第一音 - C（ド）
Imaj7 - アイオニアン（Ionian）
コードトーン：C E G B

アヴォイドノート：F(11th)

テンションノート：D(9th)、A(13th)

##### 第二音 - D（レ）
IIm7 - ドリアン（Dorian）
コードトーン：D F A C

アヴォイドノート：B(13th)

テンションノート：E(9th) 、G(11th)

##### 第三音 - E（ミ）
IIIm7 - フリジアン（Phrygian）
コードトーン：E G B D

アヴォイドノート：F(b9th)、C(b13th)

テンションノート：A(11th) 

##### 第四音 - F（ファ）
IVmaj7 - リディアン（Lydian）
コードトーン：F A C E

アヴォイドノート：なし

テンションノート：G(9th) 、B(#11th)、D(13th)

##### 第五音 - G（ソ）
V7 - ミクソリディアン（Mixolydian）
コードトーン：G B D F

アヴォイドノート：C(11th)

テンションノート：A(9th) 、E(13th)

##### 第六音 - A（ラ）
VIm7 - エオリアン（Aeolian）
コードトーン：A C E G

アヴォイドノート：F(b13th)

テンションノート：B(9th) 、D(11th)

##### 第七音 - B（シ）
VIIm7(b5) - ロクリアン（Locrian）
コードトーン：B D F A

アヴォイドノート：C(b9th)

テンションノート：E(11th)、G(b13th)

#### 短音階（マイナーキー）
以下、Cマイナーキーで成立するダイアトニックコードと、それに対応するアヴェイラブル・ノート・スケールを列記する。なお、マイナーキーのスケールには、自然短音階（natural minor scale）、和声的短音階（harmonic minor scale）、旋律的短音階（melodic minor scale）があるので、3つを並べて記す。
第一音 - C（ド）
第二音 - D（レ）
第三音 - Eb（ミ♭）
第四音 - F（ファ）
第五音 - G（ソ）
第六音 - Ab（ラ♭）或いは A（ラ）
第七音 - Bb（シ♭）或いは B（シ）

### 倍音列音階に由来するもの
ダイアトニックコードではなく、通常のテンションを変更した音（オルタードテンション）を利用して作られたのがこれらのスケールである。音響理論的には高次倍音を集めて作られる倍音列音階を根拠とする。そのため、いずれもアヴォイドノートを持たない。実はいずれも、メロディックマイナースケールの開始音を変えたものである。

#### オルタード
ドミナント上で利用可能なテンションを集めたスケールとして、オルタード・スケール（Altered scale、オルタードドミナント、スーパー・ロクリアン Super Locrian など異称が複数）がある。ドミナントの5thは省かれる。

#### リディアン・フラット7th
オルタードの増4度上から始まるスケールとして、リディアン・フラット7th・スケール（Lydian b7th scale、オーバートーン Overtone など異称が複数）がある。主としてドミナントコード上で用いられるが、例外としてVIb7（和声機能としてはサブドミナント・マイナー）でも用いられる。

#### ロクリアン・ナチュラル9th
オルタード・スケールの完全4度下から始まるスケールが、ロクリアン・ナチュラル9th・スケール（Locrian ♮9th、ロクリアン・ナチュラル2ndやオルタード・ドリアンという異称がある）である。ナチュラル9thとは、ロクリアンスケールのフラット9thが半音上がり、元の高さの9thであるという意味である。
（ロクリアン・シャープ9thという名称も広く用いられているが、シャープ9thはマイナー3rdの同名異音であるため、この名称は不適切であると思われる。）
9thIIm7(b5)上で用いられる。本来、IIm7(b5)ではアヴォイドされるb9を半音あげてテンションとして使えるようにしたもの。

### 人工的なスケール
これらのスケールは音響理論的な根拠を持たないものである。従って、本来はアヴェイラブル・ノート・スケールというよりはモードであるが、ドミナントが必要とする三全音を備えているため、アヴェイラブル・ノート・スケール的に使用されている。

#### ホール・トーン・スケール（全音音階）
全音のみで構成されるスケールが、ホールトーンスケール（全音音階、whole tone scale）である。#5を持つドミナント上で使用される。#5を持つドミナントがすなわちホールトーンスケールに帰結するとは限らないことに注意（オルタードも#5=b13を持つ）。

#### コンビネーション・オブ・ディミニッシュト・スケール
（楽譜画像募集中）
半音と全音が交互に現れるスケールが、コンビネーション・オブ・ディミニッシュト・スケール（combination of diminished scale、コンディミ略称されることもある、Half-Whole）である。ドミナント上で用いられる。短三度ずつ上の3つのドミナントと同じ三全音を持ち、なおかつスケールも同じとなるため、用法によっては調性が曖昧になる。モード的なアプローチでも良く用いられるスケールである。メシアンの第 2 旋法と同じである。

#### ディミニッシュト・スケール
全音と半音が交互に現れるスケールが、ディミニッシュト・スケール（diminished scale、Whole-Half）である。ディミニッシュ上で用いられる。ディミニッシュ自体の機能は主としてドミナントであるが、ドミナントが単純に同じ根音のディミニッシュ・スケールに交換できるわけではないので注意されたい。詳しくは代理和音、またはパッシング・ディミニッシュトやトニック・ディミニッシュトを参考。
このほかにも人工的なスケールは無数に存在し、三全音音程を持つものはドミナントで用いられる。メシアンの移調の限られた旋法などが参考になるだろう。ただし、これらは本来的は調性感を希薄にするために用いるスケールであるため、アヴェイラブル・ノート・スケールとされることは稀である。

## 実際の用法
実際の用法は、対応するコード上でアヴェイラブル・ノート・スケールが使用可能とされる。しかし、移調の存在がアヴェイラブル・ノート・スケールの選択の幅を広げている。以下にケーススタディを示す。
- Cメジャーキー上のEm7

Cメジャーキー上のEm7に対応するアヴェイラブル・ノート・スケールは、本来であればフリジアンである。しかしながら、これをドリアンとすることも可能である。Cメジャーキー上に無い、F#やC#が存在することで転調感が生じる。もし直後にA7に進行するとしたら、Dメジャーキーを示唆することになる。同様に、前後のコード進行次第であるが、Cメジャーキー上のAm7などにも用いることが可能だろう。
- Cメジャーキー上のCmaj7

Cメジャーキー上のCmaj7に対応するアヴェイラブル・ノート・スケールは、本来であればアイオニアンである。しかしながら、これをリディアンとすることも可能である。Cメジャーキー上に無い、F#が存在することで転調感が生じる。ジャズでは曲の最後に用いることで、複雑な終止感を付与することがある。
また、ドミナントではミクソリディアンから、そのほかのオルタードテンションを含むアヴェイラブル・ノート・スケールに移行することが可能である。